# Daisy Betts
Daisy Betts (Sydney, 1º febbraio 1982) è un'attrice australiana.

## Carriera
Betts fa il suo debutto in TV con ruoli marginali, come Amber nella puntata finale del telefilm australiano del 2006 Small Claims.
Ha avuto un piccolo ruolo come Natasha nel film americano del 2008 Ombre dal passato, e ha avuto un ruolo ricorrente come Sally Blake, la moglie di Chris Blake, nella serie TV australiana Sea Patrol.
Nel 2008 ha avuto il ruolo di maggior spessore come Peta Lee, in 59 episodi della soap opera australiana/inglese Out of the Blue.
Betts recita nel film dell'Indipendent Australian Caught Inside, uscito nel settembre 2010.
Ha interpretato il Tenente Grace Shepard nella serie della ABC Last Resort.

## Filmografia

### Cinema
- Ombre dal passato (Shutter), regia di Masayuki Ochiai (2008)
- Caught Inside, regia di Adam Blaiklock (2010)
- Un eroe sconosciuto (Unsung Hero), regia di Joel Smallbone e Richard L. Ramsey (2024)

### Televisione
- Small Claims: The Reunion - film TV (2006)
- Sea Patrol - serie TV, 5 episodi (2007-2011)
- All Saints - serie TV, episodio 11x05 (2008)
- Out of the Blue - serie TV, 59 episodi (2008)
- Persone sconosciute (Persons unknown) - serie TV, 13 episodi (2010)
- Georgetown - film TV (2011)
- East West 101 - serie TV, episodio 3x01 (2011)
- Harry's Law - serie TV, episodi 2x01-2x02-2x03 (2011)
- Last Resort - serie TV, 13 episodi (2012-2013)
- Chicago Fire - serie TV, 7 episodi (2014)
- Castle - serie TV, episodi 8x01-8x02 (2015)
- The Player - serie TV, 6 episodi (2015)
- Childhood's End – miniserie TV, 3 episodi (2015)
- Keiks & Gigi - film TV (2017)
- Girlfriends' Guide to Divorce - serie TV, 6 episodi (2017)

## Doppiatrici italiane
- Laura Lenghi in Persone sconosciute, Castle
- Tiziana Avarista in Ombre dal passato